# سارگیس دبیر هوهانسیان
سارگیس دبیر هوهانسیان (ارمنی: Սարգիս Դպիր Յովհաննէսեան؛ انگلیسی: Sargis Dpir Yovhannesean زادهٔ ح. ۱۷۳۵ - درگذشته ۱۸۰۵)، آموزگار اهل ارمنستان بود.

## زندگی‌نامه
وی در ح. ۱۷۳۵ در کنستانتینوپل به دنیا آمد. وی همچنین با نام سارگیس دبیر صاراف هوهانسیان نیز شناخته می‌شود. وی آموزگار بود و تعدادی کتاب نوشت که برخی از آنها ماهیت توصیفی تاریخی دارند و بیشتر آنها هنوز به صورت دست‌نویس باقی مانده‌اند. وی در ۱۸۰۵ در سن ۷۰ سالگی  درگذشت.